# 조 큐버트
조지프 "조" 큐버트(영어: Joseph "Joe" Kubert, 1926년 9월 18일 ~ 2012년 8월 12일)는 미국의 만화가이다. DC 코믹스에서 일했으며 《록 병장》, 《이지 컴퍼니》, 《그린 베레 이야기》 등 전쟁 만화로 큰 명성을 얻었고 호크맨을 새롭게 탄생시키기도 했다. 1976년 큐버트 학교를 설립해 후학을 양성하는 데 힘썼다.
그의 두 아들 앤디 큐버트와 애덤 큐버트도 저명한 만화가로 성장했다.